# サイ (漢字学)

甲骨文におけるサイ

（サイ）とは、白川静が提唱する漢字の構成要素であり、祝詞を収める箱の形をしめす。

## 背景
漢字の字源解釈については、説文解字において篆書を部首による体系化、六書への分類が行われていた。「口」は顔の口を示していると考えられていたが、白川静は、その後発掘された甲骨文字、金文資料を吟味することにより、口（くち）と解釈するものではなく、「神に捧げる祝詞を収める箱」と解釈することにより、口部を有する漢字の統一的な字義解釈を行うことができるとし、（サイ）を提唱した。これは、古代中国が宗教的社会であったことと漢字の成り立ちが密接に関係していることを主張したものである。
説文解字の字源解釈は篆書を用いているが、それ以前の文字である甲骨文字や金文が有していた字形を無くしている文字がある。このため、原初の文字と本来の意味から離れた解釈をつけている例が少なからずあり、（サイ）を含む文字系列に対して訂正が必要としている。他にも「阜」が従来小高い丘の形とされていたのを、白川静は神梯の形としている。
なお、サイという発音は「才」「載」などの元字にという部分が含まれていることによる。祝詞が登載されていることから、訓読は「ノリト」である。

## 甲骨文字・金文における口
白川静によれば、甲骨文字、金文において、（サイ）は「口（くち）」の意味で使用されている明確な例はないという。
また、「曰」は（サイ）の中に祝詞を収めている形という。

## 字源解釈の例
以下、（サイ）を含む字形について、説文解字と白川静説いくつかの解釈例を示す。
名
説文解字 - 夕暮れは暗く、姿が見えないので、口で名を告げることから
白川静説 - 子供が生まれた後、祖先に名前の使用許可を求める儀礼を行う際、祭祀用の肉（夕）とともに祝詞を収めた（サイ）を用いることから
告
説文解字 - 文字の上部は牛の角であり、牛が人に告げるときはその角で人に触れることから
白川静説 - 文字の上部は木の枝であり、祝詞を収めた（サイ）につけて神に告げ、祈ることから